# Trachiopsis tuckeri
Trachiopsis tuckeri är en snäckart som först beskrevs av Ludwig Pfeiffer 1846.  Trachiopsis tuckeri ingår i släktet Trachiopsis och familjen Camaenidae. Inga underarter finns listade i Catalogue of Life.